# RISC-V
RISC-V (вимовляється «risk-five») — відкрита архітектура інструкцій центрального процесора, що базується на принципах RISC. Проєкт розпочався у 2010 році в Університеті Каліфорнії (Берклі), до роботи долучилися також багато ентузіастів поза межами університету.
Станом на червень 2020 року, архітектура команд для програм користувача має версію 2.2, а привілейована частина (для використання ядром операційної системи) — версію 1.11.

## Історія

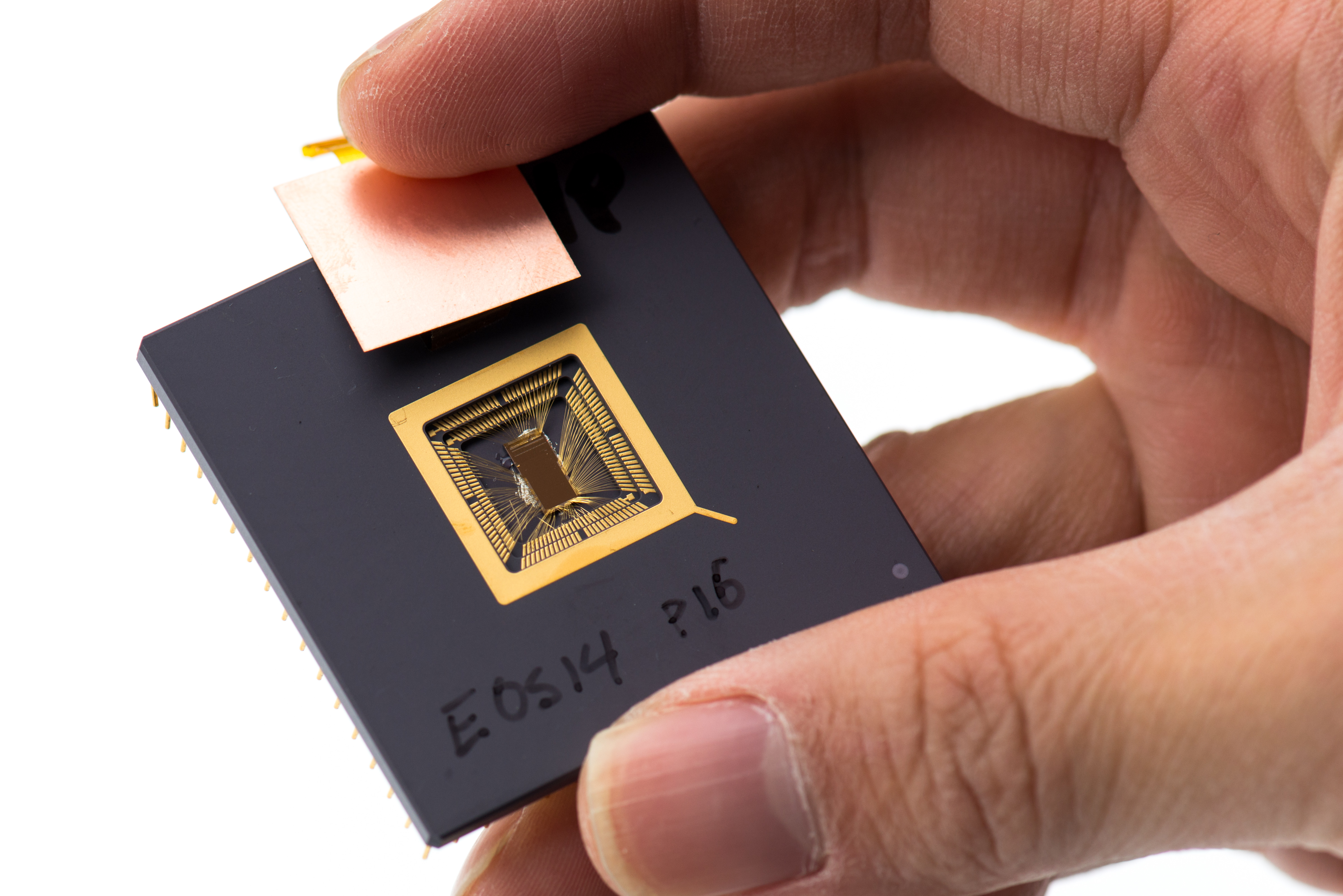
Прототип процесора архітектури RISC-V, січень 2013 року

Термін «RISC» вперше з'явився на початку 1980-х років. До цього існували деякі[які?] ідеї, що процесори з простою архітектурою можуть бути ефективними, але дизайн таких процесорів детально описаний не був.
Набір процесорних інструкцій DLX з'явився у 1990-му році для першого видання книги Computer Architecture: A Quantitative Approach і позиціонувався в основному для навчальних цілей. Автором розробки був Девід Паттерсон; у академічних колах і серед ентузіастів було здійснено кілька реалізацій DLX для FPGA. Комерційного застосування DLX не мав.
Набір команд процесорів ARM версії 2 і старіших є суспільним надбанням, і все ще[коли?] підтримується набором компіляторів gcc. Існує три описи апаратної частини цієї архітектури, але реалізація їх «у кремнії» відсутня.
Існує також дизайн OpenRISC (також базується на DLX), що є продуктом з відкритим кодом і також підтримується gcc. Втім, кількість комерційних реалізацій OpenRISC також незначна.

## Особливості дизайну

### Набори регістрів
RISC-V має 32 (у вбудовуваному варіанті — 16) регістрів для зберігання цілих чисел. Якщо підтримується розширення з рухомою комою, процесор має підтримувати 32 регістри з рухомою комою. Інструкції процесора (за винятком тих, що здійснюють доступ до пам'яті) оперують лише з регістрами.
Перший цілочисельний регістр завжди повертає нуль при читанні, а запис у нього не має ефекту. Решта регістрів — загального призначення. Використання нульового регістра дає змогу реалізувати компактніший набір інструкцій (наприклад, інструкцію RY := RX можна замінити еквівалентною RY := RX + R0).
Існують також регістри керування і статусу. Програми користувача мають доступ лише до тих з них, що пов'язані з вимірюванням швидкодії і керуванням обчислень з рухомою комою.
Інструкції, що зчитують або записують багато регістрів за раз, відсутні: проектанти дійшли до висновку, що такі команди не є необхідними, складні у реалізації і занадто повільні.

### Виклик підпрограм, переходи і розгалуження
Для виклику підпрограм архітектура RISC-V має інструкцію jal (англ. jump and link); адреса для повернення з підпрограми записується у наданий регістр.
Такий підхід є швидшим, ніж запис адреси у пам'ять (стек). Зміщення у інструкції jal кодується 20-бітним знаковим числом, яке множиться на 2 і додається до поточного лічильника команд. Якщо обчислене таким чином значення не є кратним 4, процесор може згенерувати виняток.
Непрямий перехід здійснюється інструкцією jalr (англ. jump and link-register), яка схожа на jal, але адреса обчислюється шляхом додавання значення базового регістра і 12-бітного зміщення (jal додає 20-бітне зміщення до PC).
Бітовий формат інструкції jalr схожий на інструкції завантаження і зберігання (load-store) з відносною адресацією. Інструкція lui (англ. load upper immediate) заповнює верхні 20 біт регістра заданим значенням (нижні 12 біт обнулюються), а auipc (англ. add upper immediate to PC) — додатково складає результат з поточним значенням PC. Ці інструкції корисні при генерації позиційно-незалежного коду.
Для реалізації безумовних переходів RISC-V також використовує інструкції jal і jalr. У такому випадку нульовий регістр виступає як регістр зв'язку, і таким чином адреса повернення не зберігається.

## Реалізації
Станом на вересень 2018 року існують наступні реалізації процесорної архітектури RISC-V:
- Ядра N25 і NX25 від компанії Andes Technology[en]
- Чотириядерна 64-бітна система на кристалі U54 від компанії SiFive
- 32-розрядний контролер GAP8 від фірми GreenWaves Technologies

## Програмне забезпечення
Для роботи над дизайном процесора існує компілятор зі спеціалізованої мови програмування Chisel, результатом виконання якого є код на Verilog.
Для розробки прикладного і системного програмного забезпечення існує порт GNU Compiler Collection (GCC) для RISC-V, включно зі налагоджувачем GDB. Також цю архітектуру підтримує LLVM, симулятор OVPsim, симулятор Spike, і симулятор у QEMU.
На RISC-V портовано ядро ОС Linux, а також операційні системи FreeBSD і NetBSD. Чорновий варіант порту FreeBSD було здійснено у лютому 2016, стабілізація відбулася у FreeBSD 11.0.